# 212797 Lipei
212797 Lipei è un asteroide della fascia principale. Scoperto nel 2007, presenta un'orbita caratterizzata da un semiasse maggiore pari a 2,7658381 au e da un'eccentricità di 0,0764891, inclinata di 5,80554° rispetto all'eclittica.